# Di buen día a papá
Di buen día a papá és una film cubano-argentino-bolivià dirigida per Fernando Vargas, estrenada l'any 2005. Ha estat doblada al català.

## Argument
A la Higuera, l'any 1967, Che Guevara és mort i el seu cos és exposat a la població abans de ser enterrat en un lloc secret. Tres generacions de dones viu a la regió són diversament afectades per aquest episodi històric
Explica la història d'una família vallegrandina, els seus amors, conflictes i reconciliacions durant els 30 anys transcorreguts entre la guerrilla del Che Guevara el 1967 i l'exhumació de les seves restes el 1997.

## Repartiment
- Soledad Ardaya: Ángeles
- Lisa Areno: Lovise
- Elia Arteaga: Juana
- Luis Bredow: Eustáquilo

## Premis i nominacions
- Candidata per Bolívia a l'Oscar a la millor pel·lícula de parla no anglesa.
- Festival del film llatinoamericà de Huelva 2005: selecció oficial en competició.
- Festival del film de Cartagena 2007: selecció oficial en competició.